# Pakito
Pakito — псевдоним французского музыканта в стиле электро-поп Жульена Рануи. Он прославился своей кавер-версией песни Living on Video группы Trans-X. Также хитами стали песни «Moving on Stereo» и «Are U ready». Его музыкальный стиль можно охарактеризовать как Евро Хаус. Его псевдоним происходит от Paquito chocolatero, известного танца в стиле пасодобль из провинции Аликанте, находящейся на востоке Испании.
Альбом Video вышел 8 ноября 2006 года в США.

## Биография
Жульен Рануи родился 26 января 1981 года во французском городе Бержерак в департаменте Дордонь. Свою музыкальную карьеру начал с того, что написал несколько треков для техно-компиляции в 2001 году. Затем он спродюсировал трек Disco Kings — Born To Be Alive который вышел на лейбле Airplay Records в 2004 году.
Затем под своим именем Julien R. на виниле он выпустил треки Touch Your Love и Can You Feel It на лейбле Pool E Music, который принадлежит продюсеру Antoine Clamaran.
Затем Жульен берёт известную композицию Living On Video канадской группы Trans-X и делает на неё по сегодняшний день известную кавер-версию. Изначально трек вышел на Airplay Records, а затем в 2006 году во всём мире. С того момента и начался великий и громкий успех проекта Pakito. Трек стал номером 1 во всех Европейских Танцевальных Чартах, номером 1 во всех клубах Франции. В течение 9 недель это был самый часто играемый трек 2006 года, а сингл стал самым продаваемым во Франции (за месяц было продано около 400 000 копий). Также на первые строчки хит забрался в чарты Испании и Голландии.
После столь громкого успеха Жульен берётся за собственные хиты и выпускает свои новые хиты — Moving on Stereo и Are U Ready?, которые приобрели не меньший успех. Таким образом Pakito набирал всё больше и больше поклонников, и повторный успех вдохновил его на запись сольного альбома, который он назвал Video. После выпуска альбома Pakito начинает играть значительную роль во всей танцевальной музыке и начинается международный тур Pakito, где Жульен знакомится с талантливым и энергичным танцором Manu. В результате шоу получилось весьма грандиозным и «The Pakito International Tour» стало настоящим музыкальным приключением, которое сыграло большую роль для Manu и сделало его мегапопулярным. Шоу прошлось по всему земному шару и принесло проекту Pakito самый грандиозный успех, и он прошёлся по мировым чартам на первые места таких стран как Мексика, Польша, Греция, Турция, Израиль, Испания, а также Россия. Также к тому времени альбом Video разошёлся тиражом больше чем 100 миллионов копий по всему миру.
В 2007 году на CD вышел сингл Are U Ready?, а позже и видеоклип. Затем в том же 2007 году он сделал ремикс на композицию 2 Touch — Blue Monday которая имела огромный успех в France Club 40.
Затем в мае 2008 года он основал свой лейбл Duo Prod вместе с Жульеном Верде, и под псевдонимом Karlux сделал кавер версию хита The Riddle композитора Gigi D'agostino. В сентябре 2008 года он выпускает новый сингл Electro Music.
В 2009 году выпустил ещё два сингла. Первый был Living On Video 2.9, который является переделкой его известного хита, и Harmony который вышел в конце 2009 года.

## Дискография

### Альбомы
- 2006: «Video»

### Синглы
- 2006: «People Have Time» (выпущен на компиляции In Da House Vol.1 под псевдонимом Dj Rumble)
- 2006: «Living On Video»
- 2006: «Moving On Stereo»
- 2007: «Are You Ready»
- 2007: «You Wanna Rock»
- 2008: «The Riddle» (выпущен под псевдонимом Karlux)
- 2008: «Electro Music»
- 2009: «Living On Video 2.9»
- 2009: «Harmony»
- 2013: «Stereoceltic» (feat. Eric Ness)
- 2016: «Living On Video 2K17 (feat. Dany H & Laurent Veix)»
- 2017: «Ready (feat. Yvan Vanouche & Laurent Veix)»
- 2017: «Accordion»
- 2019: «Cristaline»
- 2019: «Beely (feat. AS2PIX)»
- 2021: «My Heart»
- 2021: «Lonely (feat. Nils van Zandt)»
- 2022: «Are You Ready (feat. Nils van Zandt)»

| Год  | Песня              | Французский Танцевальный Чарт | Испанский Танцевальный Чарт | Голландский Top 40 | Бельгия Ultratop 50 | Шведский Танцевальный Чарт | Финский Танцевальный Чарт | Словацкий Танцевальный Чарт |
| ---- | ------------------ | ----------------------------- | --------------------------- | ------------------ | ------------------- | -------------------------- | ------------------------- | --------------------------- |
| 2006 | «Living on Video»  | 1                             | 1                           | 7                  | 12                  | 14                         | 9                         | 6                           |
| 2006 | «Moving on Stereo» | 5                             | 6                           | 9                  | -                   | -                          | 3                         | 2                           |
| 2007 | «Are U Ready?»     | 2                             | -                           | 14                 | 41                  | -                          | 7                         | -                           |
| 2008 | «Electro Music»    | -                             | -                           | -                  | -                   | -                          | -                         | 2                           |
| 2008 | «You Wanna Rock»   | n/a                           | n/a                         | n/a                | n/a                 | n/a                        | n/a                       | n/a                         |

### Ремиксы
- 2006: David Kane — Club Sound
- 2006: Eliess — Don’t Stop Till You Get Enough
- 2007: 2 Touch — Blue Monday
- 2008: Hands Up	Spyko
- 2008: Karlux — The Riddle
- 2009: Roy Bee — Kiss Me Again

### Продакшн
- 2010: Maika P. - Sensualité

### Бутлеги
- 2006: «Moving To The Beat» (Pakito vs. Black & White Brothers)
- 2007: «Listening In Audio»
- 2016: «Modern Activity»
- 2016: «WTF»